# Ana Patricia Martínez Huchim
Ana Patricia Martínez Huchim (Tizimín, Yucatán, 26 de julio de 1964-Mérida, 27 de julio de 2018) fue una escritora mexicana, editora, recopiladora de la tradición oral maya e investigadora bilingüe (maya y español). 
Es reconocida por sus diversos proyectos de resguardo y protección dedicados a la cultura maya, por sus investigaciones académicas al respecto, así como por la publicación de diccionarios bilingües y de obras literarias como Recuerdos del corazón de la montaña (U k’a’ajsajil u ts’u’ noj k’áax). Esta última la hizo acreedora del Premio Nacional de Literatura Indígena “Enedino Jiménez” en 2005. Su obra ha sido traducida del maya al japonés y al español.